# ایستگاه متروی پرستون رود
ایستگاه متروی پرستون رود (انگلیسی: Preston Road tube station) یکی از ایستگاه‌های خط متروپولیتن متروی لندن است.
این ایستگاه که در منطقه برنت لندن قرار دارد در سال ۱۹۰۸ میلادی تأسیس شده است.

## نگارخانه

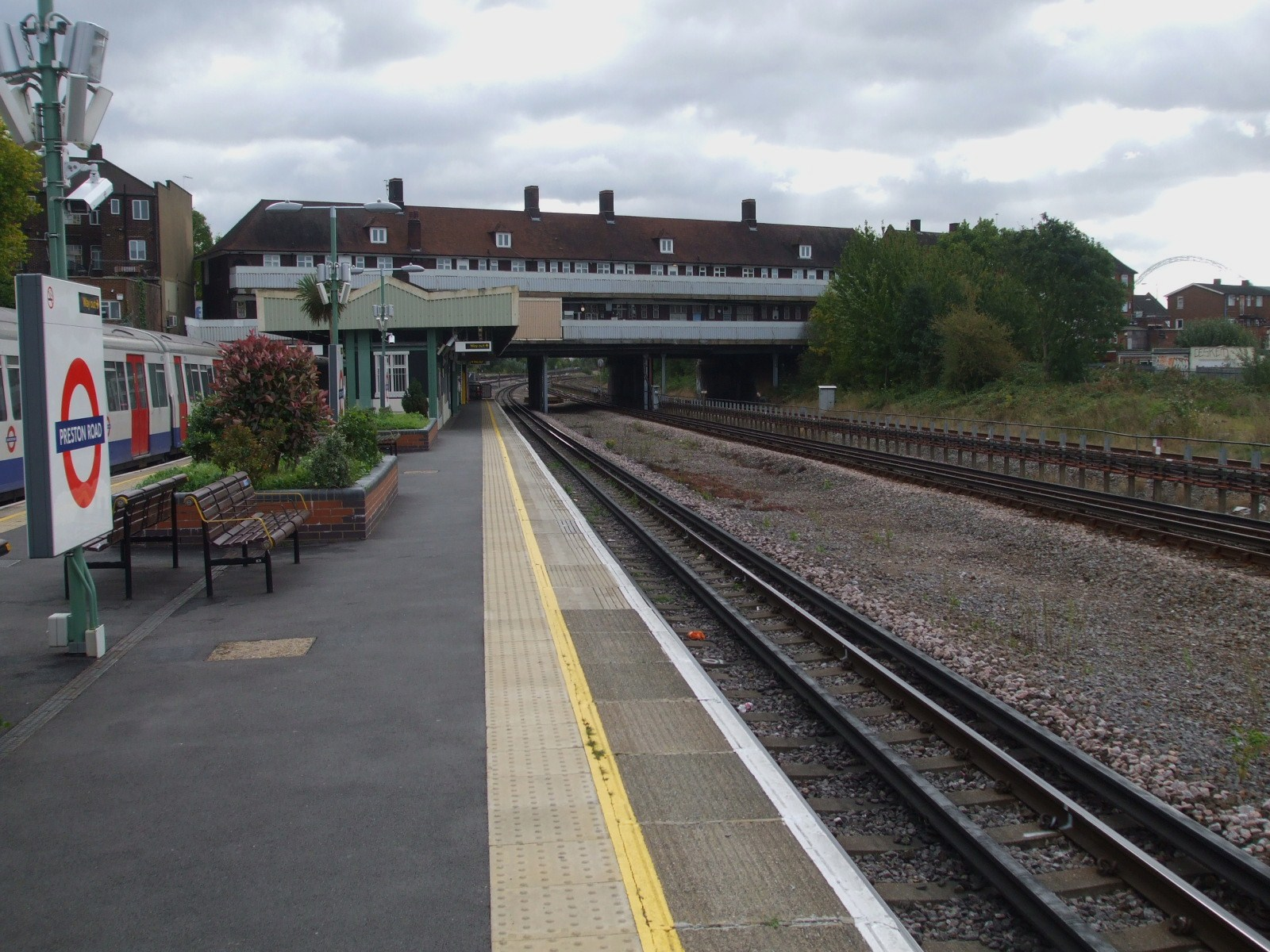
Northbound platform looking east with an A Stock on the southbound platform. The Wembley Stadium arch is visible on the right in the background.
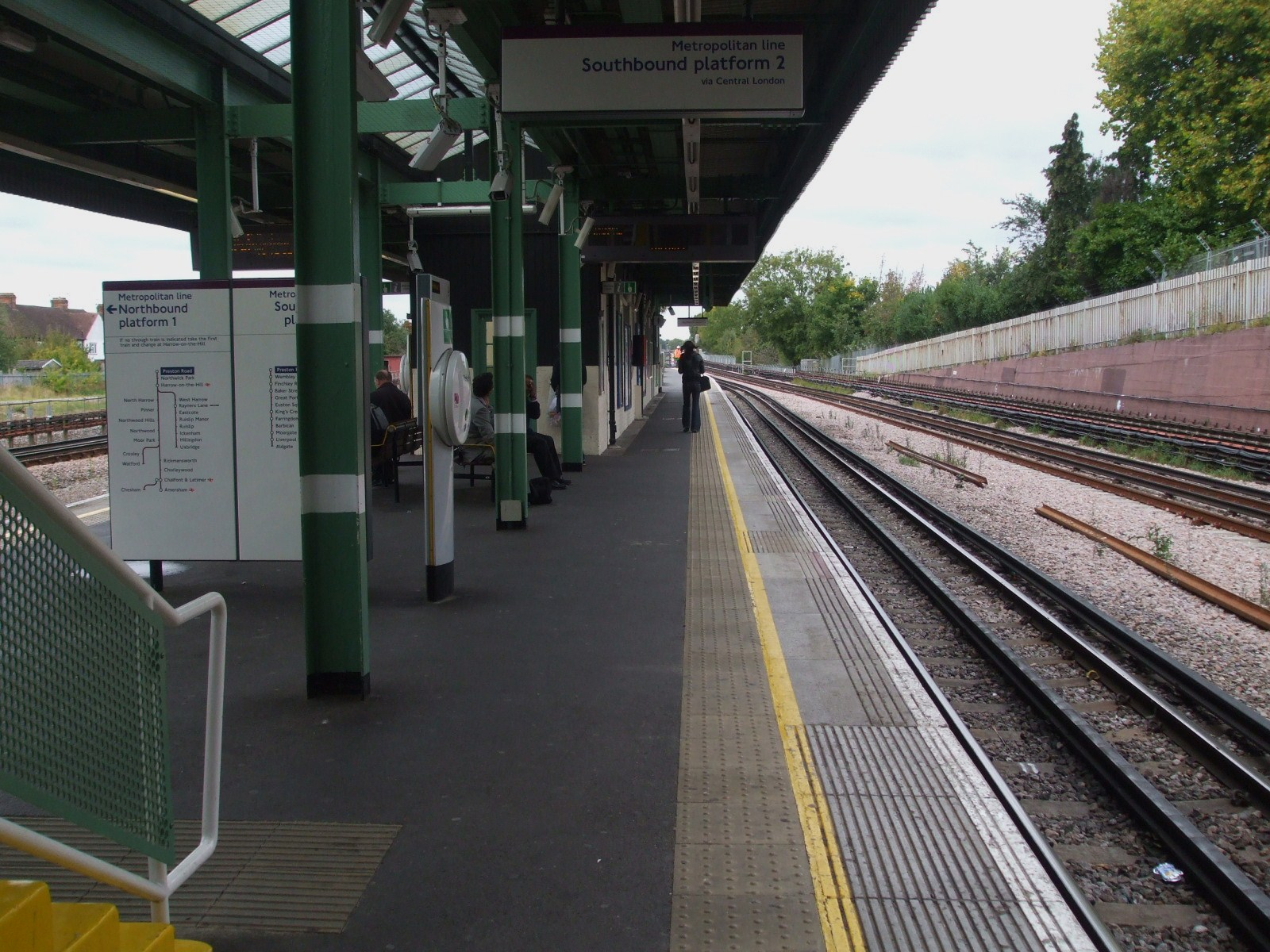
Southbound platform looking east. The southbound fast/semi-fast track is on the right.
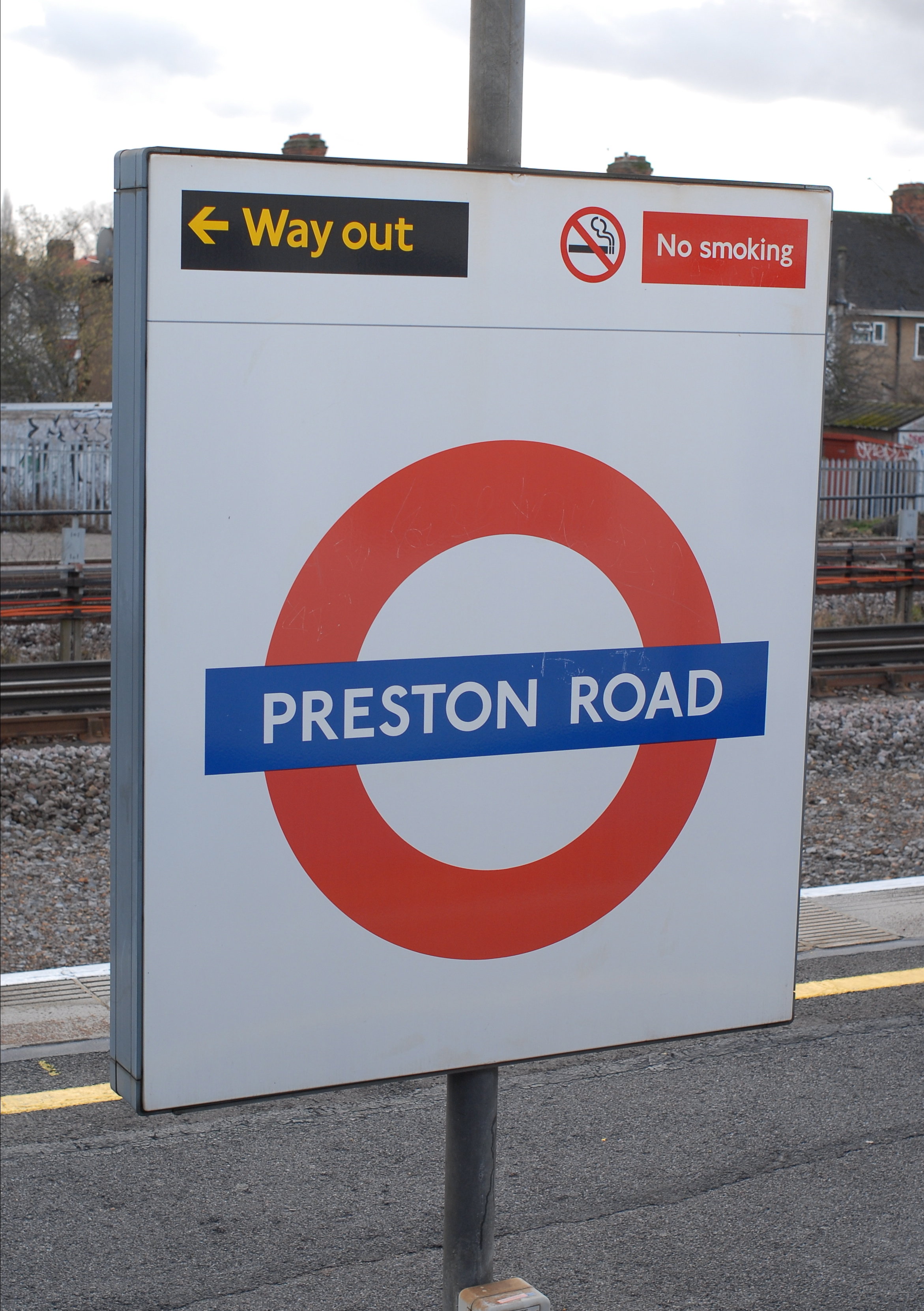
Station platform roundel